# Proceraea scapularis
Proceraea scapularis är en ringmaskart som först beskrevs av Jean Louis René Antoine Édouard Claparède 1864.  Proceraea scapularis ingår i släktet Proceraea och familjen Syllidae. Arten har ej påträffats i Sverige. Inga underarter finns listade i Catalogue of Life.